# Apareamiento de bases

Apareamiento Watson y Crick de Adenina y Timina

El apareamiento de bases se refiere a la interacción entre bases nitrogenadas que da origen a las formas hibridadas o plegadas de los ácidos nucleicos, tanto el ADN como el ARN. Las interacciones entre las bases se dan a través de puentes de hidrógeno entre regiones específicas. El primer patrón de apareamiento modelado por Watson y Crick describe la interacción G-C (guanina-citosina), A-T (adenina-timina) y como consecuencia la estructura de doble hélice del ADN. El carácter complementario de este apareamiento proporciona también un mecanismo de replicación y transcripción: procesos esenciales en la transferencia y el procesamiento de la información genética.
El apareamiento de bases puede ser intermolecular o intramolecular. Las bases de una hebra de ADN se aparean intermolecularmente con bases de su hebra complementaria, mientras que en los ARN de cadena sencilla el apareamiento se da intramolecularmente entre regiones complementarias cercanas dentro de la misma hebra.

## Enlaces de hidrógeno y estabilidad
Los enlaces de hidrógeno rigen las interacciones de apareamiento de las bases. Sólo se pueden formar establemente aquellos pares con la correspondencia geométrica apropiada entre los donantes y aceptores del puente de hidrógeno. El ADN con alto contenido de GC es más estable, y esto afecta la energía de desnaturalización, importante en procesos como la PCR. Este incremento en estabilidad, sin embargo, no está dado por los puentes de hidrógeno, sino por las interacciones de apilamiento entre estas bases.

## Tipos de apareamiento

### Apareamiento Watson y Crick

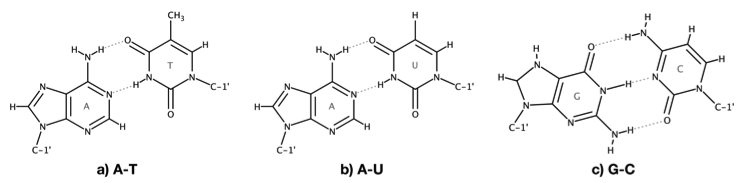
Apareamientos Watson y Crick

Pares de bases formados entre una purina y una pirimidina: La adenina se aparea con la timina A-T (en ADN) mientras que la citosina se aparea con la guanina G-C.

### Otros apareamientos
Existe una gran diversidad de apareamientos posibles que han sido reportados en tanto en la naturaleza como en construcciones sintéticas. Entre ellas se encuentra el apareamiento wobble (común en el ARN), apareamiento Hoogsteen (encontrado en triples hélices de ADN y varios ARN), apareamiento con azúcar orientada en cis o trans, entre otras.

#### Apareamiento Wobble

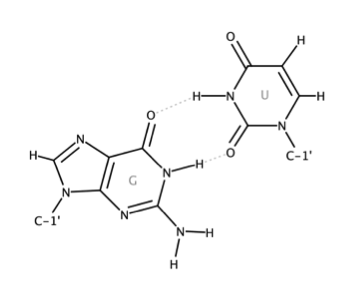
Apareamiento Wobble

El apareamiento wobble (también apareamiento por balanceo o apareamiento titubeante) se da bastante menudo en el ARN, se refiere a la pareja formada entre guanina y uracilo, G-U. Fue propuesto por primera vez por Crick para explicar el apareamiento codón-anticodón en los ARN de transferencia (ARNt) y ha sido confirmado en casi todas las clases de ARN en los tres dominios filogenéticos.

#### Apareamiento Hoogsteen
Sucede cuando los puentes de hidrógeno se forman en el extremo de la hendidura mayor, y permite apareamientos tales como A-T Específicamente ocurre en una región de la molécula llamada extremo Hoogsteen, que en las purinas consiste de la posición N7 de la como aceptor de enlace de hidrógeno y el grupo amino C6 como donador. Este apareamiento puede darse entre dos extremos Hoogsteen o entre un extremo Hoogsteen y un extremo Watson y Crick.

## Hibridación y desnaturalización
La hibridación se refiere al proceso por el cual dos (o más) hebras complementarias de ADN o ARN se unen a través de apareamiento de bases. La desnaturalización, por otro lado, es el proceso por el cual moléculas hibridadas se separan.
Tanto las hibridaciones del ADN como la del ARN son relativamente estables a temperatura ambiente y es necesario aumentar la temperatura para desnaturalizarlas. La temperatura a la cual esto ocurre es específica de cada complejo de moléculas y está determinada por la longitud de las cadenas, la cantidad de bases no apareadas y el contenido GC. El alto contenido de GC aumenta la temperatura de desnaturalización, por lo que los genomas de organismos extremófilos como Thermus thermophilus son particularmente ricos en GC. Por otro lado, las regiones en el genoma que requieren ser separadas frecuentemente tienen bajos contenidos de GC (tal es el caso de la caja TATA). Estos procesos son también relevantes en el diseño de iniciadores y para reacciones de PCR.

## Como medida
El tamaño de un gen, de un genoma o de fragmentos de ADN es a menudo medido en pares de bases (bp por sus siglas en inglés, base pairs) ya que el ADN es de doble cadena. Entonces, el número de pares de bases contabiliza el número de nucleótidos en una de las hebras. Se estima que el genoma humano haploide (23 cromosomas) tiene aproximadamente 3.2 mil millones bases que codifican entre 20 000–25 000 proteínas. Una kilobase (kb) es una unidad de medida en la biología molecular igual a 1000 pares de base.